# Samassi
Samassi es un municipio de Italia de 5.332 habitantes en la provincia de Cerdeña del Sur, región de Cerdeña.

## Evolución demográfica
| Gráfica de evolución demográfica de Samassi entre 1861 y 2001 |
|                                                               |
| Fuente ISTAT - Elaboración gráfica de Wikipedia               |